# 33937 Raphaelmarschall
33937 Raphaelmarschall este o planetă minoră (asteroid), cu un diametru de 9,676 km, din centura de asteroizi. A fost descoperită pe 5 iunie 2000 la Stația Anderson Mesa de Lowell Observatory Near-Earth-Object Search și a fost numită după Raphael Marschall⁠(d). 
Obiectul prezintă o orbită caracterizată de o semiaxă mare de 2,6892531 UAi, o excentricitate de 0,21, o înclinație de 10,075 ° în raport cu ecliptica.